# Internationellt försäkringskort för motorfordon
Internationellt försäkringskort för motorfordon, även kallat "grönt kort" efter sin färg.

## Allmänt
Kortet är ett bevis om att fordonet har trafikförsäkring i hemlandet. Det utfärdas av det försäkringsbolag där fordonet är försäkrat. Det ska innehålla uppgifter om ägare, förare och försäkringsbolag. Det ska vara underskrivet av försäkringsbolaget, ägaren, och för vissa länder av föraren.
Kortet ska medföras under resor i de länder som deltar i systemet: de flesta länder i Europa (inte Georgien, Kazakstan och Kosovo) och några närliggande länder. För fordon registrerade inom EU- eller EES-området och vissa andra länder behöver inte kortet medföras enligt ett multilateralt avtal som stadgar att registreringsskylten gäller som försäkringsbevis. 
För resa i andra länder, och om kortet inte tagits med på resan, är man normalt tvungen att teckna en trafikförsäkring vid ankomst till landet. Regler för Sverige finns i Trafikförsäkringsförordningen, SFS 1976:359. 
Systemet innebär en garanti att något försäkringsbolag betalar skador orsakade av misstag eller vårdslöshet bilförare orsakar utanför sitt eget land. Det finns i varje deltagande land en organisation som är kontakt och står för skador om inget föräkringsbolag representerar bilägaren. Denna organisation återkräver pengar utbetalade för skador orsakat av en oförsäkrad.
Systemet startades av UNECE 1 januari 1953 och administreras av COBX (Council of Bureaux). Dess kontor fanns tidigare i London, men flyttade 2006 till Bryssel. Representant i Sverige är Trafikförsäkringsföreningen, i Finland Trafikförsäkringscentralen.

## Medlemsländer

### I följande länder kan man resa utan kortet om fordonet är registrerat i något av länderna
- Belgien
- Bulgarien
- Cypern
- Danmark (med Färöarna och Grönland)
- Estland
- Finland
- Frankrike
- Grekland
- Irland
- Island
- Italien (med San Marino och Vatikanstaten)
- Kroatien
- Lettland
- Litauen
- Luxemburg
- Malta
- Nederländerna
- Norge
- Polen
- Portugal
- Rumänien
- Schweiz (med Liechtenstein)
- Serbien(utom Kosovo)
- Slovakien
- Slovenien
- Spanien
- Storbritannien (med Kanalöarna, Gibraltar, Isle of Man)
- Sverige
- Tjeckien
- Tyskland
- Ungern
- Österrike

Det kan vara bra att ha med ett försäkringsbrev (som följer med räkningen) ändå, eftersom det underlättar vid skada, om inte annat för ha kontaktinformation till bolaget och försäkringsnummer.

### I följande länder måste kortet medföras
- Albanien
- Andorra
- Azerbajdzjan
- Belarus
- Bosnien-Hercegovina
- Iran
- Israel
- Marocko
- Moldavien
- Montenegro
- Nordmakedonien
- Ryssland
- Tunisien
- Turkiet
- Ukraina

### Tidigare medlemsländer
Irak suspenderades 1992 på grund av FN:s sanktioner mot landet, och uteslöts 2003 enligt beslut om att suspenderade medlemsländer utesluts efter fem år.

### Kandidatländer
- Georgien har påbörjat förhandlingar, men flera frågor återstår att lösa. De har haft inledande kontakter med COBX men ännu inte gett något formellt erkännande, så förhandlingar har inte påbörjats.
- Armenien sedan 2009.

## Undantag
Kosovo har inte kunnat bli medlem eftersom vissa europeiska länder inte erkänner UNMIK:s registreringsskyltar för Kosovo.

## Samarbete med andra system
Liknande system finns i andra grupper av länder. Dessa gäller fordon försäkrade i länderna. Europeiska fordon måste räkna med att köpa en tillfällig lokal försäkring. 
- Orange kort: Arabländer och norra Afrika. Förhandlingar pågår om ett avtal mellan Gröna kort-systemet och "Oranga kort"-systemet, försäkringssystemet i arabvärlden, General Arab Insurance Federation.
- Blått kort: Sydostasien
- Rosa kort: centrala Afrika
- Brunt kort: västra Afrika
- Gult kort: östra Afrika
- Dessutom pågår arbete att upprätta motsvarande system i Centralasien, (plus Iran och Pakistan), "vitt kort", i den mån de inte får ansluta sig till Gröna kort-systemet.